# Ascanio I Colonna
Ascanio I Colonna (Nápoles, 1500 - Nápoles, 24 de marzo de 1557) fue el segundo duque de Paliano, duque de Urbino pero sin séquito, segundo marqués de Atessa y Manoppelo y segundo duque de Tagliacozzo, y en 1520 le fue atribuido por el emperador Carlos V de Habsburgo el cargo de Gran Condestable del Reino de Nápoles. También ocupó el cargo de virrey de los Abruzos.

## Biografía

### Infancia y ascenso
Ascanio Colonna nació en Nápoles en 1500, el tercer hijo del duque Fabrizio I Colonna y Agnese di Montefeltro. A la muerte de su padre heredó los títulos y recuperó los cargos que aquel ocupaba, incluido el de Gran Condestable del Reino de Nápoles. En 1521 participó en la guerra italiana de 1521-1526 contra los franceses.
A la muerte del Papa León X, el Colegio Cardenalicio convocó a los líderes de las dos facciones romanas, el  Príncipe Orsini y Ascanio Colonna, quien declaró su obediencia a los cardenales y recibió en enero de 1522 el cargo de Mariscal de la Santa Iglesia Romana.
En el período comprendido entre la elección del Papa Adriano VI y su llegada a Roma, Francesco Maria I Della Rovere recuperó el Ducado de Urbino, que le había sido arrebatado por el Papa, aunque había tratado de contrarrestarlo reclamando el ducado a través de la herencia de su madre, quien era hija de Federico da Montefeltro, duque de Urbino, y de su segunda esposa, Battista Sforza.
Estuvo presente en la coronación del pontífice el 31 de agosto de 1522, así como en la del nuevo Papa Clemente VII el año siguiente.

### Casamiento
Ascanio Colonna, como le había prometido el emperador Carlos V de Habsburgo, se casó en 1521 con Juana de Aragón, hija del duque Fernando de Aragón y  nieta de Fernando I de Nápoles.

### Carrera militar
En 1524, junto con su primo Vespasiano Colonna, se opuso a la invasión del Reino de Nápoles por parte del duque de Albany, John Stewart, hasta que este último, luego de conocer la noticia del encarcelamiento de Francisco I de Francia tras la batalla de Pavía, se retiró a Provenza.
El Papa Clemente VII, le confirió el Ducado de Urbino el 20 de junio de 1525, como descendiente de Montefeltro, pero solo en caso, sin embargo, de que la prerrogativa de Francesco Maria I Della Rovere se considerara caduca, lo que no sucedió.
Mientras tanto, la política papal se tornó cada vez más pro-francesa, y Ascanio Colonna se unió a los miembros de la familia que, desde el verano de 1525, se opusieron al pontífice, favoreciendo al cardenal Pompeo Colonna. Cuando este último dirigió la expedición que saqueó los palacios del Vaticano el 20 de septiembre de 1526 en nombre de la autoridad imperial, Ascanio lo acompañó. Después de que el Papa llegara a un acuerdo con el embajador imperial, Hugo de Moncada, los Colonna y sus partidarios tuvieron que retirarse, pero el pontífice no cumplió su promesa de perdonarlos. Ascanio fue incluido en el edicto de excomunión que el Papa lanzó contra los Colonna a principios de noviembre. Luego participó en la guerra que estalló en la campaña romana con Vitelli, encargado por el Papa de destruir sus posesiones. Tras altibajos, perdió Gallicano nel Lazio y Zagarolo, pero logró quedarse con Paliano. Mientras tanto, las tropas imperiales del condestable Carlos III de Borbón entraron en Roma, entre estos, los Lansquenete comandados por el príncipe Ferrante I Gonzaga el 6 de mayo de 1527 pusieron la ciudad a fuego y espada durante el famoso saco de Roma. Durante el saqueo, Ascanio Colonna retornó a Roma con 8.000 soldados de infantería y en junio obtuvo el nombramiento como gobernador de Velletri , en calidad de tal, impuso una prima a los ciudadanos de 24.000 escudos como compensación por los daños causados por los habitantes a Marino el año anterior en curso de los enfrentamientos entre sus partidarios y las tropas papales. Inmediatamente obtuvo 7.000 y dos hipotecas sobre terrenos de la ciudad para el resto, pero a los dos meses fue sustituido por el marqués Giambattista Castaldo. 
En 1528 los franceses dirigidos por Odet de Cominges sitiaron Nápoles, mientras que la flota genovesa dirigida por Filippino Doria la bloqueaba por mar. Colonna participó en la defensa, apoyando al virrey Hugo de Moncada. Durante los enfrentamientos, formó parte del jurado en el juicio contra Fabrizio Maramaldo, quien fue absuelto. Poco después participó en la batalla naval de Capo d'Orso, en la que los sitiadores destruyeron la flota napolitana y mataron al virrey. Herido, se rindió a Niccolò Lomellini y fue hecho prisionero. Durante el encarcelamiento, Colonna y su compañero de prisión Alfonso de Ávalos entablaron conversaciones con el comandante de la flota genovesa y hombre fuerte de la república, el almirante Andrea Doria, a raíz de lo cual este último -ya de por sí impaciente ante la difícil alianza con Francia- resolvió ponerse al servicio del emperador, lo que significó para Francia la derrota del ejército que sitiaba Nápoles, ya que carecía del apoyo de la flota, y la pérdida de Génova, que se rebeló inmediatamente. Odet de Cominges murió de la peste durante el sitio de la ciudad el 15 de agosto de 1528.
Al año siguiente se convirtió en gobernador de los Abruzos, donde se limitó a conquistar L'Aquila que se había rebelado.

### Confrontación con el papado y muerte
Luego de lo ocurrido, se convirtió en la figura más destacada del emperador en Roma.
Políticamente asumió una posición cada vez más crítica hacia el nuevo Papa, Paulo III Farnesio, que incluso llevó a un conflicto armado en 1541, duramte el cual Colonna fue vencido y obligado a refugiarse en sus feudos de los Abruzos, desde donde pudo regresar a Roma, recuperando sus tierras en Lazio, sólo después de la elección del Papa Julio III.
Las buenas relaciones continuaron bajo el brevísimo pontificado de Marcelo II, pero con Paulo IV se reanudó el conflicto. Las relaciones con su hijo Marco Antonio se deterioraron, después de haberlo desheredado se refugió nuevamente en los Abruzzos, donde el virrey de Nápoles lo hizo arrestar y trasladar al Castelnuovo. Allí, todavía en guerra con el Papa, murió el 24 de marzo de 1557, después de haber revocado su testamento.

## Linaje
Ascanio Colonna y la duquesa Juana de Aragón tuvieron los siguientes hijos:
- Fabrizio Colonna, ( 1525 – 1551 ), murió en el sitio de Parma.
- Próspero Colonna murió prematuramente.
- Vittoria Colonna, se casó el 5 de abril de 1536 con García de Toledo Osorio, cuarto marqués de Villafranca del Bierzo.
- Marco Antonio Colonna (26 de febrero de 1535 - 1 de agosto de 1584), duque y príncipe de Paliano, participó en la batalla de Lepanto, y el 29 de abril de 1552 se casó con Felice Orsini, hija de Girolamo señor de Bracciano y Francesca Sforza de los Condes de Santa Fiora.
- Gerolama Colonna (??- 1598), se casó el 1 de junio de 1559 con el duque Camillo I Pignatelli III, duque de Monteleone y conde de Borrello.
- Donna Agnese Colonna ( 1538 - 26 de abril de 1578, se casó el 26 de julio de 1558 con Onorato IV Caetani V, duque de Sermoneta.